# Supererou

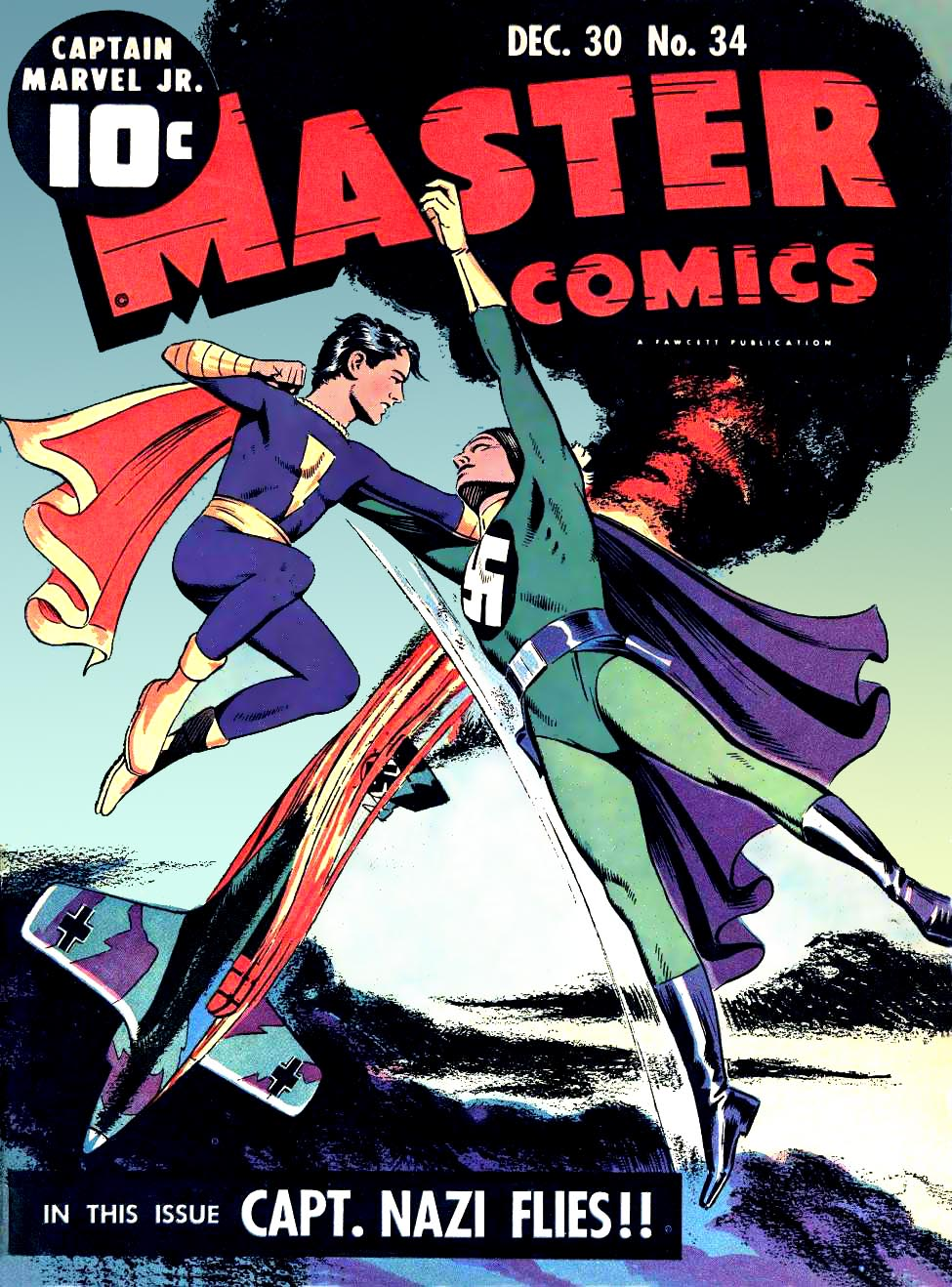
Căpitanul Marvel Jr. pe coperta MasterComics, 1942

Un supererou (engleză Superhero) este un personaj fictiv care posedă puteri extraordinare sau supraomenești sau care foloseste gadgeturi extraordinare pe care le folosește pentru a proteja publicul și care are unele caracteristici vizuale (de obicei, o ținută) care-l face identificabil. 
De la debutul prototipului supereroului Superman, în 1938, au apărut numeroase povești cu supereroi, variind de la scurte aventuri la produse mass-media publicate ani de zile la rând: benzi desenate sau filme. Cuvântul în datele un cel mai puțin din 1917 (în engleză). O femeie supererou este uneori numit supereroină.
DC și Marvel cele mai faimoase personaje de supereroi originale, inclusiv Superman, Batman, Femeia Fantastică, Omul Păianjen, Hulk și X-Men. 